# Gangrenózní dermatitida drůbeže
Gangrenózní dermatitida (GD) drůbeže je sporadicky se vyskytující onemocnění kura domácího a krůt, charakterizované nekrózou kůže, podkoží a svalstva. Etiologickým agens bývají bakterie Clostridium septicum, C. perfringens typu A a Staphylococcus aureus, a to buď jednotlivě nebo v kombinaci. Smíšené infekce obecně probíhají v klinicky těžší formě. Méně často jsou jako příčina gangrenózní dermatitidy popisovány C. sordellii, C. novyi a C. sporogenes. V mnoha případech je gangrenózní dermatitida následkem předchozí infekce imunosupresivními agens, jako jsou viry infekční burzitidy a infekční anémie a ptačí adenoviry.

## Historie a výskyt
Rozsáhlá nekróza svalů a podkožní tkáně byla poprvé popsána v roce 1930 po intramuskulární aplikaci C. perfringens izolovaného ze srdce a jater dvou nemocných kuřat. V následujících letech byly klostridiové dermatitidy popsány u kuřat uhynulých po odběru krve na testaci pulorové nákazy, u krůt uhynulých v důsledku traumatizace a ranné infekce nebo z podkožního edému u kura domácího. Od roku 1963 pak přibývají další zprávy o výskytu gangrenózní dermatitidy (často pod odlišnými názvy) z různých částí světa včetně Argentiny, Evropy, Indie, Nového Zélandu a USA. Označení „gangrenózní dermatitida“ pravděpodobně poprvé použili Frazier et al.

## Příčiny nemoci (etiologie)
Původcem GD jsou klostridie (Clostridium perfringens typ A, C. septicum  aj.), často v kombinaci se stafylokoky a E. coli. Druhová diferenciace klostridií se provádí morfologicky, kultivačně, biochemicky, sérologicky a v pokusech na zvířatech. 
C. septicum je pohyblivé, spory jsou oválné a lokalizované subterminálně. Fermentuje glukózu, maltózu, laktózu a salicin, nikoliv ale sacharózu a mannitol. Na žloutkovém agaru netvoří lecitinázu ani lipázu. Intramuskulární aplikace C. septicum izolovaného z kuřat způsobuje změny kolem místa vpichu a úhyn krůt během 24 hodin po infekci.

## Vznik a šíření nemoci (epizootologie)

### Hostitel
Terénní výskyty gangrenózní dermatitidy (ganrenózní zánět kůže) byly pozorovány u kura domácího a krůťat ve věku od 17 dní do 20 týdnů a u chovných krůt. Nejčastěji ale bývají postižena výkrmová kuřata od 4. do 8. týdne věku. Nelze také vyloučit určitou genetickou predispozici pozorovanou u potomstva určitých rodičovských hejn.

### Přenos
Klostridie (spory) se běžně vyskytují v půdě, trusu, prachu, kontaminované podestýlce nebo krmivu a ve střevním obsahu. Stafylokoky jsou ubikvitárními a obvyklými obyvateli kůže a sliznic drůbeže, v prostředí s chovanou drůbeží, v líhních i na porážkách. Vstupní branou infekce je poškozená kůže.
Predispozičními faktory jsou nekrobiotické procesy v kůži, vznikající po poranění nebo při některých bakteriálních infekcích (stafylokokóza) a jiné stresové či imunosupresivní stavy a onemocnění (nedostatek selénu, exsudativní diatéza, infekční burzitida, inkluzní hepatitida, infekční anémie kuřat, nedostatečná výživa, vlhká podestýlka aj.)

## Projevy nemoci (symptomatologie)
Inkubační doba po experimentální infekci je 3-24 hodin.

### Klinika
Postižené hejno se vyznačuje náhle zvýšenou mortalitou (1-60 %) a pohybovými potížemi u jednotlivých zvířat. Klinické příznaky jsou všeobecné, jako netečnost, nechutenství, inkoordinace pohybu, slabost končetin a ataxie. Celkový zdravotní stav se rychle zhoršuje a k úhynu může dojít během 8-24 hodin (toxémie). Dermatitida se často zjistí až u uhynulých zvířat nebo těsně před úhynem.

### Patologie
Při pitvě se zjišťují na kůži nejčastěji v oblastech prsou, břicha, končetin a na křídlech červenohnědé až černé, mokvající okrsky bez peří, doprovázené rozsáhlými krváceninami. Změny přecházejí do podkoží i přilehlé svaloviny, která je šedé nebo žlutohnědé barvy, a může obsahovat plyn (emfyzém). Kadávery se rychle rozkládají a hnilobně zapáchají. Postiženy mohou být také klouby a šlachové pochvy. Vnitřní orgány jsou většinou beze změn, ojediněle se pozorují zvětšená játra, s drobnými, ostře ohraničenými nekrózami, případně tečkovitými krváceninami na epikardu a seróze střev.

## Diagnostika
Diagnóza gangrenózní dermatitidy se stanovuje laboratorním vyšetřením, izolací a identifikací příčinného agens. Výsledky izolace se musí hodnotit opatrně, protože klostridie i stafylokoky se na kůži ptáků vyskytují normálně. Jelikož se GD zpravidla vyskytuje sekundárně při jiných infekcích postihujících imunitní systém, je nutné také diagnostikovat infekční burzitidu, adenoviry, infekční anémii a reoviry, které představují predispoziční faktory pro vznik gangrenózní dermatitidy. Pitevní nález je většinou typický. 
Diferenciální diagnostika. Odlišit je nutné různé dermatitidy a kožní nemoci. Dermatitidy způsobované plísněmi Rhodotorula mucilaginosa, R. glutins, Candida albicans nebo Aspergillus fumigatus se odlišují od GD průkazem plísní v otiskových preparátech nebo v histologických řezech, a izolací a identifikací agens. Kontaktní dermatitida u brojlerů a pododermatitida u krůt jsou charakterizované erozemi a ulceracemi, které jsou doprovázeny akutními zánětlivými změnami na prsou, hleznu a plantárním (chodidlovém) povrchu končetiny. Za příčinu je považována vlhká a špatná podestýlka. Obtížné je diferencovat karcinom skvamózních buněk kůže u kura domácího, jehož příčina není známa a který způsobuje ulceraci pokožky s následnou bakteriální infekci. Zde napomáhá mikroskopický průkaz neoplastických epiteliálních buněk v kůži. Také různé nutriční deficience a geneticky podmíněné pomalé opařování kohoutů mohou někdy připomínat dermatitidu.

## Terapie a prevence
Ptáky postižené gangrenózní dermatitidou lze ošetřit antibiotiky. Vzhledem k poměrně komplikované (multifaktoriální) etiologii nemusí být ale léčba antimikrobiálními látkami vždy úspěšná, zejména v případech primární virové infekce.
Preventivní opatření spočívají v zoohygieně chovu a odstranění predispozičních faktorů – dobrá kvalita podestýlky, redukce vlhkosti vzduchu, snižování bakteriální zátěže v prostředí, zamezení traumatizace zvířat, nepřeskladňování chovných prostorů a imunoprofylaxe infekční burzitidy a dalších imunosupresivních infekcí.